# Ingrid Detter de Lupis Frankopan
Ingrid Doimi de Frankopan, z domu Detter (ur. 24 listopada 1936 w Sztokholmie) – szwedzka prawniczka.

## Życiorys
Była wykładowcą wydziałów prawa Uniwersytetu w Uppsali i Uniwersytetu w Sztokholmie (gdzie otrzymała katedrę Lindhagen Professor of International Law) oraz wykładowcą w London School of Economics. W 2021 została wykładowcą Collegium Intermarium.

## Twórczość i poglądy
Jest autorem książki The Law of War, opublikowana przez Cambridge University Press w dwóch wydaniach. Jest zwolenniczką Brexitu i silnych państw narodowych.

## Odznaczenia i wyróżnienia
W 2013 otrzymała Order Świętego Stanisława, odznaczenie prywatne rozdawane przez kilka organizacji monarchistycznych. W 2016 została (wraz z Włodzimierzem Kałkiem) uhonorowana przez polską fundację Głos dla Życia tytułem Ambasadora Rodziny za działania na rzecz wsparcia rodzin wielodzietnych i działań na polu polityki społecznej.

## Życie prywatne
Od 1968 do 2018 była żoną Chorwata (także obywatela brytyjskiego), Louisa Doimi de Frankopan Subic Zrinskiego (właśc. Doimi de Lupis). W 1991 Louis Doimi de Lupis przyjął dodatkowo nazwiska wygasłych chorwackich rodów arystokratycznych Frankopan, Šubić i Zrinski, uzurpując jednocześnie tytuł książęcy. Doimi de Frankopanowie mieli pięcioro dzieci, w tym Paolę, która jest żoną lorda Nicholasa Windsora, młodszego syna Edwarda, 2. księcia Kentu i historyka Petera.